# Anacleto Ramos
Anacleto Ramos är en ort i Mexiko.   Den ligger i kommunen Jaltocán och delstaten Hidalgo, i den sydöstra delen av landet, 200 km norr om huvudstaden Mexico City. Anacleto Ramos ligger 132 meter över havet och antalet invånare är 157.
Terrängen runt Anacleto Ramos är kuperad åt sydost, men åt nordväst är den platt. Runt Anacleto Ramos är det ganska tätbefolkat, med 248 invånare per kvadratkilometer. Närmaste större samhälle är Huejutla de Reyes, 11,3 km öster om Anacleto Ramos. Omgivningarna runt Anacleto Ramos är en mosaik av jordbruksmark och naturlig växtlighet.